# 佐藤嘉風
佐藤 嘉風（さとう かふう、1981年3月15日-）は、日本のシンガーソングライター。岐阜県出身。神奈川県湘南を拠点に活動している。

## 経歴・人物
中学生のころ、映画「スタンド・バイ・ミー」のサウンドトラックに感銘を受け、音楽にのめり込む。スリーピースバンド「湘南探偵団」としてメジャー・デビュー。解散後ソロとなる。2007年4月6日にミニアルバム「SUGAR」、同年10月17日にフルアルバム「流々淡々」をリリース。2009年5月31日には、作詞・作曲・編曲・演奏・レコーディング・ミキシングを全て自身で行った12曲収録の「へんてこスタンダード」をリリース。楽曲提供も行っており、神奈川県立横浜栄高等学校の校歌制作や乃木坂46の楽曲も手掛ける。期間限定でLOOP CHILDのドラム実石昌也とのユニットBaby bros.を結成。日本の幅広いジャンルの曲をカバーしたアルバム｢大切な君へ｣をリリース。
2011年11月11日に2年ぶりとなるオリジナル・アルバムとしてジャズ、ロック、オルタナティヴ・ロック、カントリーなど多くの音楽要素を取り入れつつも、ポップスとしての完成度を高めた「planet」をリリース。佐藤が新進気鋭の若手プレイヤーたちと作り上げたイマジネーションに富んだ一枚となっている。
2012年秋より、以前からサポートメンバーとして参加していた桑田佳祐が5年ぶりの全国ツアーを行った際、バックコーラスとして同行して以降、桑田佳祐のCM・MVへの出演も行っている。
2016年3月15日より活動名を佐藤嘉風【さとうかふう】と改める。2017年、横浜発のアイドルユニット「nuance」の音楽ディレクターとして活動を開始する。2019年、美空ひばり復活プロジェクトにて「川の流れのように」以来の新曲となる「あれから」の作曲を手掛ける。

## 楽曲提供
- AI美空ひばり 「あれから」[2][3]（作曲）
- 香西かおり「思い出の一両列車」（作詞・作曲・編曲）
- nuance「タイムマジックロンリー」（作詞・作曲）
- 乃木坂46「渋谷ブルース」（作曲・編曲）
- ゆうどき（2014年4月〜2015年3月、NHK総合テレビ）
  - テーマソング、エンディングテーマ。